# Mike Farnworth
Michael C. "Mike" Farnworth (sinh ngày 23 tháng 7 năm 1959) là một chính khách của Đảng Dân chủ Mới (NDP) từ Port Coquitlam, British Columbia, Canada. Ông đã từng là MLA cho tranh cử Port Coquitlam và những người tiền nhiệm của nó cho tất cả trừ một nhiệm kỳ kể từ năm 1991. Ông hiện là Bộ trưởng Bộ An toàn và Luật sư của British Columbia và Lãnh đạo Nhà Chính phủ.
Farnworth ban đầu được bầu vào năm 1991 cho Port Coquitolam, sau khi phục vụ ba nhiệm kỳ trong Hội đồng thành phố Port Coquitlam. Ông được bầu lại vào năm 1996 trong tranh cử được phân phối lại của Port Coquitlam-Burke Mountain, nhưng bị mất trong xóa sổ toàn tỉnh năm 2001. Từ năm 1997 đến 2001, ông giữ chức Bộ trưởng Bộ Nội vụ và Nhà ở (1997–98), Bộ trưởng Lao động và Đầu tư và Bộ trưởng chịu trách nhiệm về nhà ở (1998–2000), Bộ trưởng Bộ Y tế và Bộ trưởng chịu trách nhiệm về người cao niên (2000), và Bộ trưởng Bộ Phát triển xã hội và An ninh kinh tế (2000–01).
Vào Tổng tuyển cử B.C. 2005, Farnworth tìm cách lấy lại chỗ ngồi cũ của mình. Ông đã giành chiến thắng khi tranh cử với 11.844 phiếu (48,14% số phiếu hợp lệ). Năm 2009, Farnworth được bầu lại vào nhiệm kỳ thứ tư trong cuộc đua tái tạo Port Coquitlam với 54,64% phiếu bầu hợp lệ. Farnworth đã chiến thắng một lần nữa vào tổng tuyển cử B.C. 2013 bằng lãi lớn, và một lần nữa vào tổng tuyển cử B.C. 2017 với tỷ lệ thắng lớn nhất từ trước đến nay.
Trước khi vào văn phòng dân cử, Farnworth làm việc tại CP Rail and Mt. Isa Mining.
Năm 2011, Farnworth đã tham gia bầu cử lãnh đạo NDP để thay thế nhà lãnh đạo về hưu Carole James. Ông bị đánh bại trong gang tấc bởi Adrian Dix.
Farnworth đã công khai thừa nhận rằng ông là người đồng tính. Ông đã có một mối quan hệ với bạn đời của mình, Doug, trong hơn hai mươi lăm năm.